# Seventeen Days
Albums de 3 Doors Down
Away from the Sun
(2002) 3 Doors Down (album)
(2008)
Seventeen Days est le troisième album studio du groupe de rock américain 3 Doors Down. L'album est sorti le 8 février 2005.
Il se classe numéro 1 du Billboard 200 aux États-Unis où il est certifié disque de platine. 
Bob Seger chante en duo avec Brad Arnold sur le titre Landing In London.
Let Me Go, premier single extrait de l'album, fut N°14 aux États-Unis.

## Liste des titres
| No  | Titre                | Durée |
| --- | -------------------- | ----- |
| 1.  | Right Where I Belong |       |
| 2.  | It's Not Me          |       |
| 3.  | Let Me Go            |       |
| 4.  | Be Somebody          |       |
| 5.  | Landing In London    |       |
| 6.  | The Real Life        |       |
| 7.  | Behind Those Eyes    |       |
| 8.  | Never Will I Break   |       |
| 9.  | Father's Son         |       |
| 10. | Live For Today       |       |
| 11. | My World             |       |
| 12. | Here By Me           |       |

## Certifications
| Pays                  | Certification | Unités certifiées |
| --------------------- | ------------- | ----------------- |
| Canada (Music Canada) | Or            | 50 000            |
| États-Unis (RIAA)     | Platine       | 1 000 000         |